# یواس‌اس گارلند (ای‌ام-۲۳۸)
یواس‌اس گارلند (ای‌ام-۲۳۸) (به انگلیسی: USS Garland (AM-238)) یک کشتی بود که طول آن ۱۸۴ فوت ۶ اینچ (۵۶٫۲۴ متر) بود. این کشتی در سال ۱۹۴۴ ساخته شد.